# Hội chứng sợ trẻ em
Hội chứng sợ trẻ em, còn được gọi cách khác là nỗi sợ hãi trẻ sơ sinh hoặc nỗi sợ hãi thời thơ ấu có tên khoa học là pedophobia (tiếng Anh Mỹ), paedophobia  hoặc pediaphobia. Các nỗi sợ hãi tập trung vào tuổi khác có tên khoa học là ephebiphobia và gerontophobia. Các kết quả được công nhận của Hội chứng sợ trẻ em bao gồm chủ nghĩa gia trưởng, chủ nghĩa trưởng thành (nghĩa là có định kiến người lớn thì tốt hơn trẻ em bằng một hoặc nhiều cách, đơn giản chỉ vì họ là người trưởng thành) và phân biệt tuổi tác.

## Từ nguyên
Từ pedophobia xuất phát từ nguồn gốc Hy Lạp trò chơi - trả tiền- "con trẻ" và φόβος -phóbos "sợ hãi".

## Phân tích khoa học
Hội chứng sợ trẻ em đã được chẩn đoán và điều trị bởi các bác sĩ tâm thần, với các nghiên cứu kiểm tra về tầm ảnh hưởng của nhiều hình thức điều trị. Các nhà xã hội học có "nỗi sợ hãi đương đại về trẻ em và tuổi thơ", ví dụ: paedophobia, nghĩa là "góp phần vào việc xây dựng xã hội thời thơ ấu", cho thấy rằng "quan hệ quyền lực thế hệ, trong đó cuộc sống của trẻ em bị ràng buộc bởi sự giám sát của người lớn" ảnh hưởng đến nhiều khía cạnh của xã hội. Nhiều nghiên cứu đã xác định sự sợ hãi của trẻ em như một yếu tố ảnh hưởng đến quan niệm sinh học ở con người.

## Nhận thức phổ biến
Hội chứng sợ trẻ em là sự ra đời cho một số phong trào công bằng xã hội quốc tế nhằm giải quyết những định kiến sai lầm của người trẻ tuổi, bao gồm cả quyền trẻ em và sự tham gia của giới trẻ. Các tổ chức quốc tế lớn giải quyết Hội chứng sợ trẻ em bao gồm Bảo vệ trẻ em và Quỹ Bảo vệ Trẻ Em. Tuy nhiên, một số tổ chức, đặc biệt là các tổ chức liên quan đến phong trào quyền trẻ em, cho rằng những chuyển động này càng làm kéo dài thêm sự phổ biến của hội chứng sợ trẻ em.
Sự phức tạp của khái niệm này ngày càng trầm trọng hơn bởi những quan sát của các chuyên gia như Letty Cottin Pogrebin, một biên tập viên sáng lập của tạp chí Ms. magazine, người được cho là đã chẩn đoán nước Mỹ như đang mắc phải một dịch bệnh mang tên Hội chứng sợ trẻ em, bà nói rằng, "mặc dù hầu hết chúng tôi luôn quan tâm và chăm sóc con cái của mình như một trường hợp ngoại lệ, chúng tôi không có vẻ gì là đặc biệt ấm áp đối với trẻ em của những người khác ".

## Nguyên nhân
Một tác giả khác cho rằng nguyên nhân của sự sợ hãi trẻ em đặc biệt kéo dài từ nhận thức riêng biệt của người lớn về khả năng của trẻ em. cô đã viết rằng, "Trẻ em làm chúng tôi xấu hổ vì chúng quá khéo léo và rõ ràng để từ chối những sự kiện của mỗi cá nhân, của vật chất và thậm chí là sự tác động của người mẹ. "  Một báo cáo riêng cho thấy rằng nguồn gốc của sự phổ biến trong nỗi sợ hãi của trẻ em có bắt nguồn từ một sự kiện cụ thể là James Q. Wilson, một giáo sư tại Trường Quản lý UCLA... vào năm 1975... đã góp phần khởi đầu Hội chứng sợ trẻ em khi ông ấy nói rằng một số lượng quan trọng của những người trẻ tuổi... tạo ra sự gia tăng bùng nổ về số lượng tội phạm. '